# Kultur der Philippinen

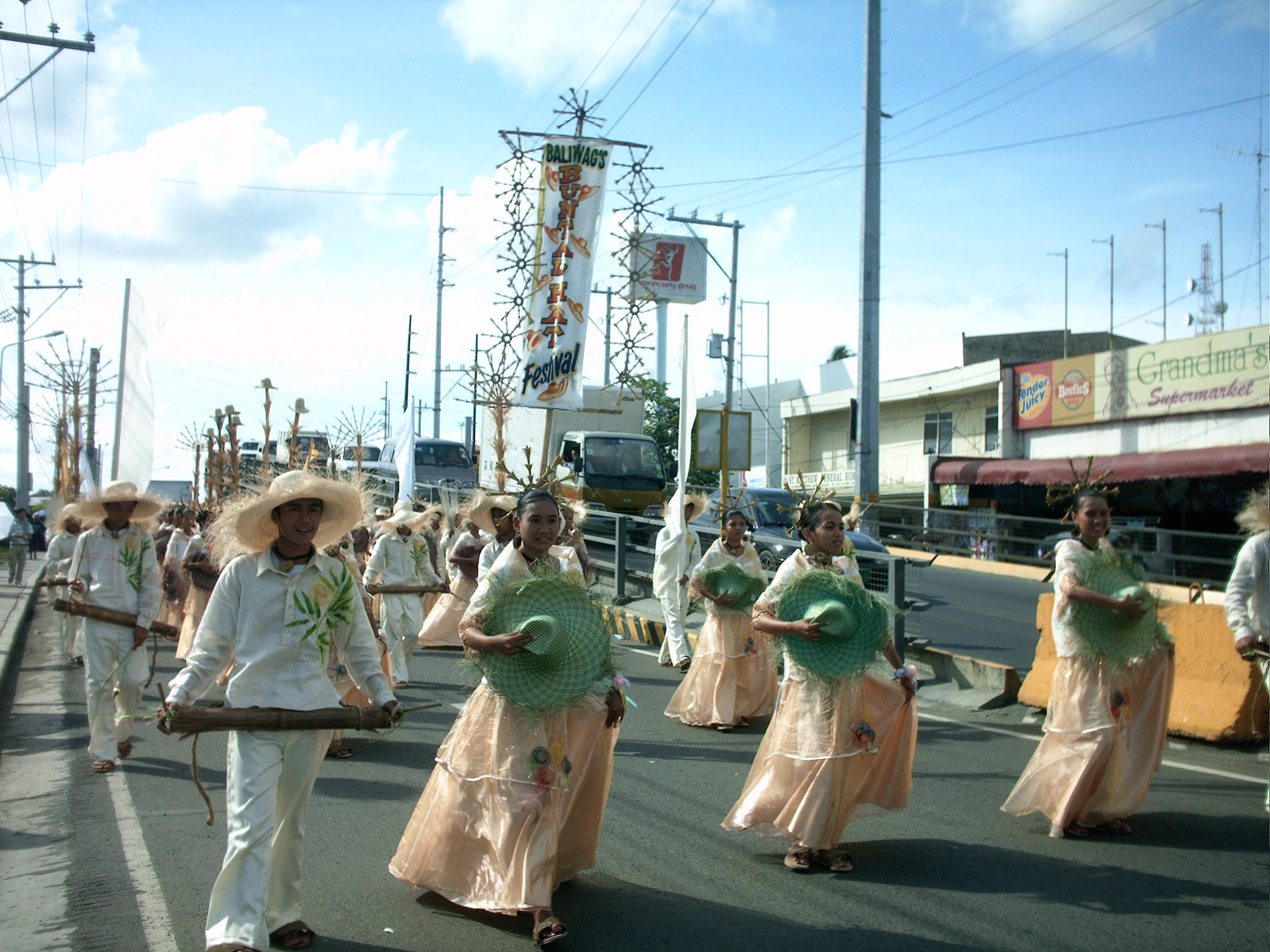
Parade in Malolos City, Bulacan, bei der Singkaban Fiesta 2008

In der Kultur der Philippinen reflektiert sich die vielschichtige Geschichte der Philippinen, die sich über die vergangenen Jahrhunderte durch die Vermischung verschiedener indigener Zivilisationen sowie die Einbeziehung spanischer und amerikanischer Lebensweisen entwickelt hat und maßgebend durch diese fremdländischen Einflüsse geprägt wurde.

## Geschichte
Die ältesten, nachweisbaren, künstlerischen Zeugnisse des Menschen auf dem Territorium der Philippinen stammen aus dem 3. Jahrtausend v. Chr. und lassen sich in der Nähe des Laguna de Bay finden: Es sind die Petroglyphen von Angono. Jedoch sind archäologische Spuren aus dem Übergang von der Jungsteinzeit, bis 2000 v. Chr., zur Eisenzeit, ab 2000 v. Chr., auf dem Gebiet der Philippinen relativ selten.
Erste hinduistische Einflüsse lassen sich ab dem frühen Mittelalter auf Mindanao nachweisen. Bei den Ausgrabungen in Butuan konnte eine Vielzahl von religiösen hinduistischen Artefakten geborgen werden, wobei immer noch nicht klar ist, welche Verbreitung der Hinduismus auf den Philippinen hatte.
Chinesische Einflüsse lassen sich ab dem 9. Jahrhundert auf Luzon, den Visayas und Mindanao nachweisen. So wurden bei Ausgrabungen auf Negros und der Bicol-Region Waren aus der Zeit der Song- und Ming-Dynastie gefunden und die Gründung der Niederlassung Tondo in der Manilabucht lässt sich ab dieser Zeit nachweisen. Der kulturelle chinesische Einfluss auf die Inseln der Philippinen erreichte im 14. und Anfang des 15. Jahrhunderts ihren Höhepunkt und endet nahezu abrupt mit Beginn der spanischen Kolonisation ab der zweiten Hälfte des 16. Jahrhunderts. Bis heute haben jedoch ostasiatische Einflüsse auf den Inseln überlebt, was an der Popularität verschiedener Glücksspiele wie Mah-Jongg und Jueteng, in der Filipino Martial Arts sowie in der asiatischen Küche sichtbar ist. Islamische Einflüsse auf die Kultur der Völker der Philippinen lassen sich bereits früh, ab dem 9. Jahrhundert auf Mindanao, nachweisen. Diese entwickelten sich wahrscheinlich zuerst durch Handelskontakte mit der heutigen Region um Butuan City. Die philippinischen Kaufleute nutzten den Bootstyp des Balangay auf ihren Handelsrouten, mit dem sie Malakka, Borneo, Ternate und Myanmar erreichen konnten.
Der Islam stieg im 15. Jahrhundert zur meistgebräuchlichen Religion in den Küstenebenen Mindanaos und Luzons auf, um ab dem Zeitpunkt des Beginns der spanischen Kolonisation an Bedeutung zu verlieren. Die Bergvölker im Inselinneren Luzons und Mindanaos hielten jedoch bis heute an ihren ethnisch-religiösen Traditionen fest, so dass sich zahlreiche Mischformen in der Religiosität im Verhältnis zum Islam und dem Christentum entwickelten.
So sind noch heute Elemente aus der vorspanischen und nichtchristlichen Kultur in der modernen philippinischen Kultur identifizierbar. Es werden bei zahlreichen indigenen Völkern und Stammesgruppen trotz des christlichen oder islamischen Glaubens die Berge als heilige Böden angesehen, in denen sie ihre Toten begraben und die Geister der Toten in den Bergwäldern leben, denen auch Opfer dargebracht werden können. Diese spirituellen Vorstellungen haben ihren Ursprung in den Überlieferungen der einheimischen indigenen Völker, die zu den austronesischen Volksstämmen der Malayo-Polynesier gehören. Diese historische Mythologie der verschiedenen indigenen Völker auf den Philippinen beeinflusste maßgebend die Mythologie der malayo-polynesischen Kultur Ozeaniens und präsentiert sich gegenwärtig als eine Mischung aus Brauchtümern des abendländischen Christentums, des südostasiatischen Islams, des Hinduismus sowie einiger buddhistischer Elemente und nicht zuletzt indigener Kulturgüter, wie dem Glauben an den Geist der Ahnen und an die spirituelle Kraft, die jedem Lebewesen innewohnt. Zum Teil gipfelt dieser Glaube auch an die Existenz von Hexen und Magier, wie die noch heute populären Geschichten um die Insel Siquijor in den Visayas zeigen.
Die erste wesentlich westliche Prägung erfuhren die Filipinos durch die spanische Kolonialisierung, als der philippinische Archipel insgesamt drei Jahrhunderte lang zuerst von Spanien und später von Mexiko aus regiert wurde. Aus dieser Zeitspanne resultiert ein bedeutender Anteil an spanischen und mexikanischen Einflüssen, die in die Bräuche und die Traditionen der philippinischen Völker eingegangen sind. Bis heute zeigen sich diese Elemente der hispanischen Kultur in der traditionellen philippinischen Folkloremusik, in den Volkstänzen, in den verschiedenen Sprachen, den Speisen, in der Kunst und nicht zuletzt in der Religion.
Von 1898 bis 1946 gehörten die Philippinen zum Territorium der Vereinigten Staaten. Der amerikanische Einfluss ist heutzutage in der Verwendung der englischen Sprache und in der modernen Popkultur wie etwa dem Fastfood, der Musik, dem Film und dem Basketball erkennbar.
Dennoch pflegen die muslimischen Filipinos bis in die Gegenwart ein eigenständig gebliebenes Brauchtum und leben nach wie vor gemäß ihren individuellen Traditionen. Diese Gruppen folgen hierbei einer philippinisch-islamischen Kultur, in der Agamat (Gesetz) und Maratabat (Persönliche Ehre) eine herausragende Rolle einnehmen. Dieser gehören einige weitere muslimische Kulturschöpfungen wie der Kali, der Kulintang und der Gamelan an, die vornehmlich von den islamischen Gruppen auf den südlichen Inseln von Mindanao und dem Sulu-Archipel verwendet werden, wo sie allgegenwärtig sind.

## Lebensweise
Etwa zwei Fünftel der philippinischen Bevölkerung wohnen in urbanisierten Gebieten, während die restlichen drei Fünftel der Menschen in ländlichen Regionen leben, obgleich eine stetig steigende Verlagerung vom Land in die Dörfer und Städte zu verzeichnen ist. Die Mehrheit der Menschen folgt zwar den alten Traditionen, bereichert diese jedoch durch neuzeitliche Lebensweisen und Modetrends.
Die philippinische Lebensweise ist von allen asiatischen Ländern der westlichen am ähnlichsten. Diese Verwestlichung hat dabei am stärksten die großen städtischen Zentren ergriffen, während auf dem Land die traditionellen Wege des Lebens dominant geblieben sind. Dieser Gegensatz ist heute ein wesentlicher Faktor für die wachsende Ungleichheit, die sich innerhalb der Lebensstile zwischen den ländlichen und städtischen Gebieten entwickelt hat. Die philippinische Gesellschaft als Ganzes wird allgemein durch scharfe Unterscheidungen zwischen Arbeitgebern und Arbeitnehmern, zwischen Landbesitzern und Pächtern oder allgemein zwischen gut ausgebildeten und weniger gebildeten Menschen geprägt. Die wichtigste soziale Gruppe im Leben eines Filipinos ist seine Familie, die in der Regel aus dem Ehemann und seiner Frau, ihren Kindern und zumeist aus ein oder mehreren älteren Familienmitgliedern besteht, die oftmals alle zusammen unter einem Dach leben. Der Familienzusammenhalt wird innerhalb dieser Gemeinschaft gestützt durch die Hilfe, den Respekt, die Liebe und die Unterstützung, die ein Familienmitglied jedem anderen zugutekommen lässt.

## Sprachen
Auf den Philippinen gibt es insgesamt 171 verschiedene Sprachen und Dialekte, wobei nahezu alle Sprachgruppen den austronesischen Sprachen angehören.
Die offiziellen Amtssprachen sind gemäß der aktuell gültigen Verfassung von 1987 Filipino und Englisch.
Die gebräuchlichsten Sprachen sind nach der Erhebung aus dem Jahr 2000 die hauptsächlich im Norden des Archipels verbreitete Sprache Tagalog mit 22 Millionen Sprechern und das in den zentralen Visayas und auf Mindanao dominierende Cebuano mit 20 Millionen Sprechern. Daneben werden 11 weitere Dialekte von mehr als einer Million Filipinos gesprochen, darunter Ilokano, Hiligaynon, Waray-Waray, Bikolano und Kapampangan. Die lange Zeit vorherrschende spanische Sprache wird heutzutage kaum mehr angewendet. Diese hat sich jedoch in vielen Lehnwörtern und Begriffen der verschiedenen Sprachen erhalten.
Die Sprache Chabacano ist indessen eine auf Spanisch basierende Kreolsprache, die sich nur auf den Philippinen entwickelt hat. Sie wird vorwiegend in Ternate und im erweiterten Stadtgebiet von Zamboanga City verwendet.

## Indigene Völker

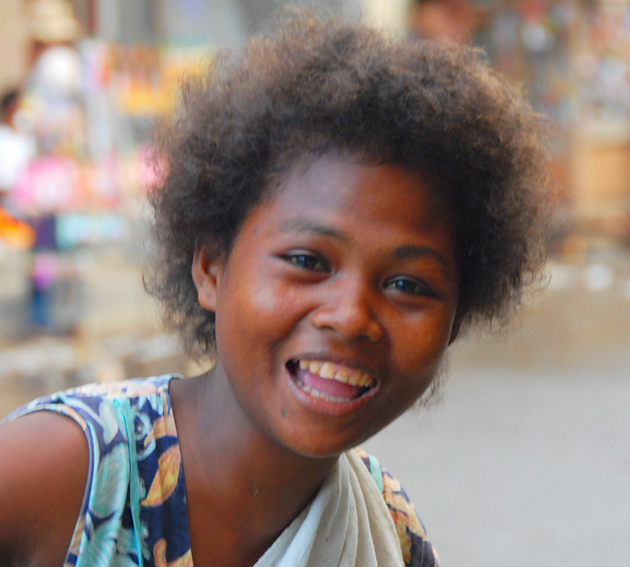
Eine Frau der Volksgruppe der Ati, einer von mehreren einheimischen ethnischen Gruppen des Archipels

Die Urvölker der Philippinen bestehen aus einer großen Anzahl ethnischer Gruppen mit malayo-polynesischem Ursprung. Sie sind die Nachkommen der frühesten Bewohner der Philippinen, die sich auf den Inseln vor Tausenden von Jahren niedergelassen und sich bis heute ihre einheimischen Gebräuche und Traditionen bewahrt haben.
Im Jahre 1990 bildeten mehr als 100 Hochlandgruppen etwa drei Prozent der philippinischen Bevölkerung. Über die Jahrhunderte blieb die indigene Kultur dieser isolierten Hochlandvölker fast vollständig unbeeinflusst. Die Kunstgegenstände dieser Gruppen sind, in einem gewissen Sinne, der letzte Rest des ehemals blühenden einheimischen Brauchtums, der aus der Zeit vor den ersten islamischen und spanischen Kontakten auf den Philippinen erhalten geblieben ist.
Eine absolute Besonderheit im historischen Brauchtum der indigenen Bevölkerung findet sich in der Ibaloi-Kultur in der Provinz Benguet. Die Ibaloi-Kultur zeichnet sich nicht nur durch ihre farbenfrohen Trachten und rhythmischen Tänzen aus, sondern auch durch die vom 10. bis 16. Jahrhundert durchgeführte Mumifizierung ihrer Toten. Diese sind als Kabayan-Mumien bekannt geworden und stehen seit 2006 auf der Vorschlagsliste der Philippinen zur Aufnahme in die Welterbeliste der UNESCO.
Die indigenen Völker weisen ein hohes Maß an Kreativität auf, das in der Regel zur Verschönerung von Gebrauchsgegenständen, wie Schüsseln, Körben, Kleidungsstücken, Waffen und Löffeln genutzt wird. Technologisch gesehen sind diese indigenen Gruppen zwischen den hoch entwickelten Bontocs und den Ifugao einzuordnen, die vor Tausenden von Jahren für den Bau der Reisterrassen verantwortlich waren. Ebenso zu nennende indigene Stämme sind die Bukidnon und die Kalinga, die gleichfalls von westlichen und östlichen Einflüssen weitgehend isoliert geblieben sind. Unter ihnen ist im Hinblick auf Integration und kultureller Anpassung zu christlichen Filipinos jedoch ein breites Spektrum anzutreffen.

## Religion
Die Philippinen sind neben Osttimor eines der beiden mehrheitlich römisch-katholischen Nationen im asiatisch-pazifischen Raum. Etwa 90 Prozent der philippinischen Bevölkerung sind Christen. Daneben gehören auf dem Archipel ca. 5 Prozent dem muslimischen Glauben an und weitere 5 Prozent verteilen sich auf andere Religionszugehörigkeiten oder besitzen keine Religion.

### Katholische Kirche

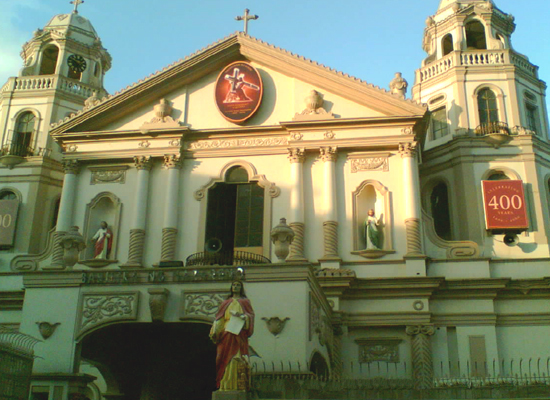
Die Fassade der Quiapo-Kirche. Eine der vier Basilika minor in Manila

Mit einem Anteil von 81 % an der Gesamtbevölkerung gehört die absolute Mehrheit auf dem Inselstaat zur römisch-katholischen Konfession. Die christliche Religion wird dabei durch eine charakteristische spanisch-katholische Tradition bestimmt, die über Jahrhunderte durch die Priester und Mönche (Prayle auf Filipino) gelehrt wurde und nun tief in der einheimischen Kultur verankert ist. Dies zeigt sich insbesondere bei Veranstaltungen wie der Misa de Gallo (Mitternachtsmesse), der Black Nazarene Prozession und den Santo Niño und Aguinaldo Prozessionen, bei denen jeweils Massen von Menschen zusammenkommen, um ihre Schutzpatrone oder Heiligen anzubeten. Weiterhin werden lokale christliche Prozessionen und Fiestas zu den Ehrentagen des jeweiligen Schutzheiligen eines Barrios oder Barangays abgehalten. Römisch-katholisch kann daher de facto als die Staatsreligion der Philippinen angesehen werden.
Jedes Jahr feiert man in den philippinischen Familien vom 31. Oktober bis zum 2. November die Tage der Toten, auch bekannt als All Soul and Saints Day, Allerheiligen und Allerseelen. In diesen Tagen kommen die philippinischen Familien zusammen, besuchen die Gräber ihrer Vorfahren und bekunden durch Feierlichkeiten und Gebete ihren Respekt und ihre Ehrerbietung gegenüber ihren verstorbenen Verwandten. Da die Menschen hierfür zu ihren Wurzeln zurückkehren, treffen sich auf diese Art alle Mitglieder einer Familie, die oftmals über weite Teile des Landes verstreut sind.
Weihnachten gehört weiterhin zu den wichtigsten Feiertagen auf dem Archipel und ist hier ein Ereignis, dessen Bedeutung weit über den eigentlichen Festtag hinausgeht. Daneben sind der Jahreswechsel und insbesondere für den katholischen Teil der Bevölkerung die Karwoche wichtige überregionale Tage und Festperioden.

### Protestantische Kirche
Mit den Amerikanern erreichte der Protestantismus zum Ende des 19. und Beginn des 20. Jahrhunderts die Philippinen, als die Vereinigten Staaten die Verantwortung für den Archipel übernahmen. Nach der Niederschlagung der philippinischen Unabhängigkeitsbemühungen kamen amerikanische Missionare auf die Inseln und verbreiteten verschiedene protestantische Glaubensrichtungen. Dazu gehören die Baptisten, die Evangelisch-Lutherischen Kirchen, die Evangelisch-methodistische Kirche, die Presbyterianische Kirche, die United Church of Christ, die Pfingstbewegung, die Apostolische Vereinten Brüder, die Christian Church (Disciples of Christ) und der Kongregationalismus.

### Unabhängige Philippinische Kirche
Die Unabhängige Philippinische Kirche oder Aglipay-Church zählt zu den auf den Philippinen gegründeten Konfessionen. Sie ist eine selbstständige katholische Religionsgemeinschaft, die im Jahre 1902 von dem römisch-katholischen Priester und Freiheitskämpfer Gregorio Aglipay mit dem Ziel gegründet wurde, eine Art philippinische Nationalkirche zu etablieren. Diese sollte sich dabei von der spanisch dominierten katholischen Amtskirche distanzieren. Sie zählt heute etwa 2 Millionen Gläubige.

### Iglesia ni Cristo
Eine weitere auf den Philippinen entstandene Kirche ist die Iglesia ni Cristo. Sie wurde im Jahre 1914 durch Felix Manalo gegründet und versteht sich als Wiederherstellung des Urchristentums. Auf den Philippinen und unter philippinisch stämmigen Auswanderern zählt die Gemeinschaft mehr als 2 Millionen Mitglieder.

### Buddhismus
Der Buddhismus ist auf den Philippinen eine weitgehend von philippinischen Chinesen, Han-Chinesen, Japanern, Indern, Koreaner und Vietnamesen praktizierte Religion. Gemäß der Volkszählung aus dem Jahr 2000 sind gerade einmal 0,1 % der Bevölkerung Buddhisten. Andere Quellen, wie die Publikation An Information Guide — Buddhism, sprechen dagegen im Jahre 2007 von einem Anteil von bis zu 2 %. Auf den Philippinen gibt es mittlerweile verschiedene buddhistische Schulen der Hauptrichtungen Mahayana und Vajrayana, einige buddhistische Tempel des Theravada die auf den Philippinen ansässigen Lay Organisationen, sowie zahlreiche Meditationszentren und Gruppen wie die Soka Gakkai International.

### Animismus und Aberglaube
Vor der Ankunft der Spanier und der Einführung des römisch-katholischen Glaubens im 16. Jahrhundert war unter den einheimischen malayo-polynesischen Volksgruppen der philippinischen Inseln eine synkretistische Mischung aus animistischen, islamischen, hinduistischen und buddhistischen Glaubenseinflüssen verbreitet.
Die Menschen der Volksgruppe der Tagalog huldigten zum Beispiel einem Hauptgott namens Bathala, der durch den Langit (Himmel) repräsentiert wurde. Dieser Glaube wurde insbesondere durch die Ninunos, also die uralten Vorfahren, gelehrt und verbreitet. Die Bikolanos kannten ihren Hauptgott hingegen unter dem Namen Gugurang. Daneben wurde weitere Götter und Gottheiten wie Araw (Sonne), Buwan (Mond) und Tala (Stern) angebetet. Aber auch die Natur selbst wurde in Form von Bäumen, Büschen, Felsen oder Bergen verehrt.
So sind ebenso Monster und Geistergeschöpfe in der Überzeugung der philippinischen Bevölkerung fest verankert und untermauern den Glauben an Wesen wie den Aswang (ein Vampirwesen), den Tikbalang (halb Pferd und halb Mensch), den Kapre (Riese), den Tiyanak (ein dämonisches Kleinkind), den Santelmo (Feuerball), die Duwende (Zwerge und Elfen), den Manananggal (Eine Gestalt ohne untere Körperhälfte), Engkanto (Naturgeister), Diwata (Feen und Nymphen) und Satanismus. Insbesondere für die Bewohner des ländlichen Raumes sind diese Art von Kreaturen ein Teil des alltäglichen Lebens.
Hierzu gehört auch der Glaube an Voodoo, Hexerei (Mangkukulam), Zauberei, Usog (Heimsuchung durch einen Fremden) und Lihi (Unstillbares Verlangen Schwangerer nach bestimmten Nahrungsmitteln). Solche Ansichten zu dem Paranormale werden seit Jahrhunderten öffentlich vertreten, so dass auch die junge philippinische Generation damit aufwächst. Nicht zuletzt deshalb werden die Filipinos von einigen ausländischen Gelehrten unhöflich als heidnische Christen bezeichnet.
Da Voodoo, metaphysische Behandlungsmethoden und schamanische Rituale bei den meisten indigenen philippinischen Gemeinschaften allgemeine Verbreitung finden, begegnet man diesen Ritualen überall auf den Inseln, wo sie vornehmlich in den ländlichen Gegenden zelebriert werden. So ist man zum Beispiel auf Luzon der Überzeugung, dass bestimmte Menschen es vermögen, jemanden mit einem Bann oder Fluch zu belegen. Diese Personen werden hier als Mangkukulam bezeichnet. Leute, die ihre Feinde verfluchen, indem sie Insekten in ihre Körper einbringen, belegt man mit dem Ausdruck Mambabarang. Die Heiler eines solchen Fluches nennt man dagegen Albularyo.
Daneben bieten vielerorts übersinnliche Heilkünstler ihre Dienste an. Hierbei handelt es sich um Personen, die behaupten, einen Tumor und erkranktes Gewebe entfernen zu können, indem sie ihre Hände in den Körper des Patienten stecken und das menschliche Fleisch herauslösen, ohne dass dabei eine Narbe zurückbleiben oder Blut fließen würde. Diese Darbietung können allgemein als Taschenspielertricks angesehen werden. Menschen, die daran glauben, verstehen diese Praktiken jedoch durchaus als glaubwürdige Behandlungsverfahren und akzeptieren diese Praxis als eine alternative Heilmethode, die dank des Placebo-Effektes tatsächlich zu Erfolg versprechenden Ergebnissen führen kann.

## Kunst
Die philippinische Kunst stellt sich in einer Vielzahl an darstellenden und unterhaltenden Formen dar. Die klassische Kunst unterteilt sich dabei in eine einheimische Volkskunst, in naive Kunst und in die islamische Kunst, die als eine Mischung der europäischen, indigenen und islamischen Einflüsse gesehen werden kann.

### Musik
Frühe spanische Siedler und einheimische Filipinos nutzten zum Musizieren eine Vielzahl an Instrumenten, darunter Flöten, Gitarren, Ukulelen, Violinen, Trompeten und Trommeln. Lieder und Tänze sind innerhalb der philippinischen Kultur Teil jeder festlichen Aktivität. Noch heute, im 21. Jahrhundert, haben sich viele ursprüngliche Volkslieder und Tänze erhalten und werden von Tanz- und Gesangsgruppen in allen Landesteilen und auch außerhalb der Philippinen dargeboten. Zudem haben zahlreiche musikalische Filipinos über die Landesgrenzen hinaus Bekanntheit erlangt, wie der Komponist und Dirigent Antonio J. Molina, der Komponist Felipe P. de Leon, der für seine nationalistischen Themen bekannt ist, die Opernsängerin Jovita Fuentes und verschiedene Popsänger und -sängerinnen wie etwa Sharon Cuneta.
In der heutigen Zeit wird die philippinische Musik um verschiedene neuzeitliche Stilrichtungen bereichert. Die meisten Musikgenres sind moderne Stile wie Filipino Rock, Filipino Hip-Hop und andere moderne musikalische Richtungen. Trotzdem ist in der philippinischen Gesellschaft der Fortbestand der volkstümlichen philippinischen Musik gesichert, die hier nach wie vor einen festen Platz einnimmt.

### Tanz
Zu den populären philippinischen Volkstänzen gehören der Cariñosa und der Tinikling, bei dem sich die Tänzer zwischen und über zwei Bambusstangen bewegen. Die südlichen Regionen von Mindanao sind die Heimat des Singkil, bei dem die Akteure im Gegensatz zum Tinikling über vier und mehr lange Bambusstangen tanzen. Dieser Volkstanz wurde den islamischen Volksgruppen entnommen und ist somit ein Teil des islamischen Kulturgutes.

### Malerei

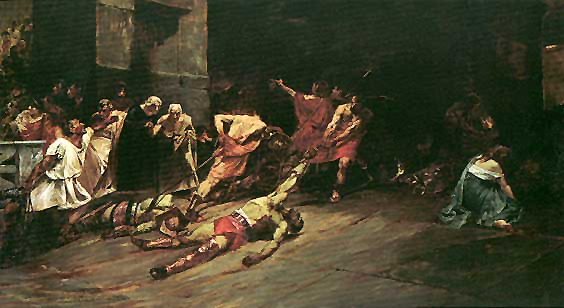
Das Gemälde Spolarium von Juan Luna.

Auf den Philippinen begannen die einheimischen Künstler im 17. Jahrhundert mit der Schaffung eigenständiger Gemälde, also zur Zeit der spanischen Kolonialherrschaft. Die frühesten Werke der philippinischen Kunstgeschichte waren religiöse Darstellungen von biblischen Quellen, ebenso wie Gravuren, Skulpturen und Lithographien christlicher Symbole und europäischer Adliger. Die meisten Gemälde und Skulpturen zwischen dem 19. und 20. Jahrhundert zeigen eine Mischung aus religiösen, politischen und landschaftlichen Themen mit anmutigen, dunklen und leuchtenden Elementen. Frühe Maler der modernen Kunst wie Damián Domingo werden hierbei mit religiösen und westlich anmutenden Werken in Verbindung gebracht. Die Kunst von Juan Luna und Felix Hidalgo zeigt dagegen einen Trend zur politischen Stellungnahme. Künstler wie Fernando Amorsolo verwendeten dagegen die Postmoderne, um Gemälde zu erschaffen, die die philippinische Kultur harmonisch mit der einheimischen Natur zu verbinden versuchen. Dagegen bevorzugten andere Künstler wie Fernando Zóbel in ihren Arbeiten den Realismus und die Abstraktion.

### Gebrauchskunst
Zu der unter den Filipinos sehr verbreiteten indigenen Kunst gehören die Töpferei, die Webkunst und die Holzschnitzerei. So ist das Töpferhandwerk auf den Philippinen bereits seit etwa 6000 v. Chr. nachweisbar. Das Manunggul-Gefäß, das auf der Insel Palawan gefunden wurde, ist hierbei das wertvollste prähistorische Artefakt des gesamten Archipels. Das Gefäß ist mit eingeritzten rollenden Linien versehen, die mit Eisenoxid bemalt wurden und auf dem die Darstellung eines Bootes, eines Bootsmannes und eines Passagiers zu sehen ist.
Die Skulpturen der Volksgruppen der Kankana-ey und der Ifugao zeugen daneben von einer einzigartigen Tradition der Schnitzkunst. In der Bulol-Tradition, Bulol ist der Reisgott der Ifugao, wurde ein Figurenpaar in einer stilistisch ursprünglichen Form in ein Stück Holz eingearbeitet. Ihr Zweck innerhalb der indigenen Religion ist der Schutz und die positive Beeinflussung der Reisernte. Das Hagabi ist ein weiteres gutes Beispiel für die Holzschnitzkunst der Philippinen. In beiden Enden eines großen hölzernen Astes werden zu Skulpturen mit schweineartigen Köpfen ausgearbeitet. Die Einheimischen sehen dies als ein Kennzeichen des sozialen Status.

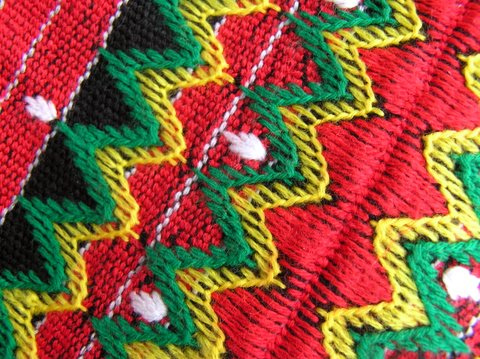
Ein Beispiel für die Ifugao-Webkunst.

Dagegen werden die Angehörigen der Volksgruppe der Itnegs für ihre Webkunst geschätzt. Das von ihnen gefertigte Binakol ist eine Decke, die mit ihrem Design eine optische Illusion bietet. Die Webereien der Ga’dang sind hingegen üblicherweise in hellen roten Tönen gehalten. Ihre Webstücke lassen sich leicht durch die perlenbesetzten Ornamente identifizieren, die traditionell in den Stoff eingearbeitet werden. Andere Volksgruppen wie die Ilongot stellen Schmuckstücke aus Perlen, den roten Schnäbeln von Hornvögeln, aus Pflanzen und Metallen her.
Die Völker auf Mindanao, wie die B’laan, die Mandaya, die Mansaka und die T’boli werden für ihre handwerkliche Kunst des Flechtens von Abacafasern geachtet. Aus den Blättern der Abacapflanze werden die Fasern für die Herstellung von Hanf genutzt. Das daraus resultierende Produkt ist schließlich als Manila Hanf bekannt. Die Fasern werden abschnittsweise mittels einer Methode, die man als Ikat bezeichnet, eingefärbt. Ikat-Textilien sind in geometrischen Mustern gewebt, die menschliche, tierische und pflanzliche Bildmotive darstellen.
Die Gebrauchskunst der muslimischen Völker lässt sich in zwei Hauptstilrichtungen kategorisieren. Die eine zeichnet sich durch Holzschnitzerei und Metallbearbeitung mit geschwungenen Linien aus, die man Okir nennt und die der islamischen Kunst im Nahen Osten ähnlich ist. Dieser Stil wird üblicherweise mit Männern in Zusammenhang gebracht. Der andere Stil ist eine geometrische Tapisserie, die wiederum mit Frauen assoziiert wird. Bei den Tausūg und den Sama-Bajau zeigt sich das Okir in kunstvollen Markierungen, die an Booten in Form einer Bildsprache angebracht werden. Die Maranos verwenden ähnliche Schnitzereien, genannt Torogan, um damit ihre Häuser zu verzieren. Ebenso weisen die von muslimischen Filipinos hergestellten Waffen wie die Kampilan diese geschickt mit Linien versehenen Schnitzereien auf.

### Kino und TV
Die Einführung des Kinos auf den Philippinen geht zurück auf die Vorführung der ersten Filme im Jahr 1897, als ein spanischer Theatereigentümer dem Publikum importierte bewegte Bilder präsentierte.
Die Entwicklung des philippinischen Kinomarktes, der sich ab den 1930er Jahren bildete, fiel in eine Zeit, in der der Film als ein neues Medium entdeckt wurde, um damit Kunst zum Ausdruck zu bringen. Die Manuskripte und die Charakterisierungen in diesen Filmen wurden dabei beliebten Theateraufführungen und der philippinischen Literatur entnommen.
In den 1940er Jahren wurde das Bewusstsein für die Realität in die philippinische Filmindustrie eingebracht. Nationalistische Filme waren populär geworden und Themen, die vornehmlich den Krieg und das Heldentum beinhalteten, hatten sich beim philippinischen Publikum als erfolgreich erwiesen.
In den 1950er Jahren fand mit dem Aufkommen von künstlerischeren und reiferen Filmen das erste goldene Zeitalter des philippinischen Kinos statt. Dieses ging einher mit einer deutlichen Verbesserung der filmischen Technik unter den Filmemacher. Die einheimischen Studios produzierten für die philippinische Filmindustrie in hektischer Aktivität jährlich zahlreiche Spielfilme und einige lokale Talente verdienten sich in dieser Zeit auch im Ausland Anerkennung. In dieser Periode wurden zum ersten Mal Filmemacher und Schauspieler international ausgezeichnet. Als das Jahrzehnt zu Ende ging, kam es zum Konflikt zwischen Gewerkschaften und Management, infolgedessen das Systemmonopol der Studios, das sich mittlerweile entwickelt hatte, unter starken Druck geriet. In den 1960er Jahren war die Kunst, die sich in den vergangenen Jahren etabliert hatte, schließlich dem Niedergang geweiht. Diese Zeit kann daher als eine Periode der ausufernden Kommerzialisierung der Filme bezeichnet werden.
Die 1970er und 1980er Jahre wurden zu turbulenten Jahren für die philippinische Filmindustrie, die sowohl positive als auch negative Veränderungen mit sich brachten. Die Filme dieser Zeit befassten sich nach der Ära des Kriegsrechts nun mit schwereren Themen. Darüber hinaus entwickelten sich Actionfilme, Western, Dramen, Erwachsenenfilme wie auch die Comedy weiter, was zu einer Verbesserung der Bildqualität, des Tons und zu weitaus ausgereifteren Drehbüchern führte. Die 1980er Jahre waren auf den Philippinen dann der Beginn des alternativen oder Independentkinos.
In den 1990er Jahren kam es zu einer gesteigerten Popularität für Dramen, jugendlich orientierten romantischen Komödien, Erwachsenen-, Comedy- und Actionfilme.
Die Philippinen, eine der ältesten Filmproduzenten Asiens, nehmen im Hinblick auf die Zahl der Kinobesucher unbestritten einen der obersten Plätze in Asien ein. Im Laufe der Jahre hat die einheimische Filmindustrie jedoch einen stetigen Rückgang der Zuschauer zu verkraften. Lagen die Besucherzahlen im Jahr 1996 noch bei 131 Millionen, so reduzierten sie sich im Jahr 2004 auf 63 Millionen. Nach dem Höchststand von 350 Filmen pro Jahr in den 1950er Jahren und noch 200 Filmen pro Jahr in den 1980er Jahren, senkte die philippinische Filmindustrie die Anzahl der produzierten Filme in den Jahren 2006 und 2007 auf einen Tiefststand. Das 21. Jahrhundert ist nun hingegen geprägt durch die Nutzung digitaler Techniken und die Wiedergeburt des unabhängigen Filmschaffens, womit sich in jüngster Zeit eine Reihe von Filmemachern wie Lav Diaz, Raya Martin oder Khavn De La Cruz landesweite Anerkennung und Ansehen verdienen konnten, die auch auf zahlreichen internationalen Filmfestivals vertreten sind.

### Architektur
Die vorspanische Architektur wurde durch die Verwendung von einheimischen Hölzern bestimmt, die zu dieser Zeit das wichtigste Baumaterial darstellten. So ist das Nipa-Haus (Bahay Kubo) eine etablierte Form für die Wohngebäude auf dem Archipel. Es zeichnet sich durch die Verarbeitung von traditionellen Baustoffen wie Bambus und Kokospalmen aus. Cogongras und die Blätter von Nipapalmen dienen als Materialien zum Abdecken der Dächer, obwohl hierfür ebenfalls Palmblätter verwendet werden. Die meisten traditionellen Häuser sind aufgrund der häufigen Überflutungen während der Regenzeit auf Stelzen gebaut. Dabei zeigen sich regionale Unterschiede bei den Bauarten aufgrund der unterschiedlichen Anforderung. So ist es notwendig, die Dächer in Berggebieten dick und dicht zu decken, während Bauten auf Stelzen vor allem in den Küstengebieten zu finden sind. Die Architektur anderer indigener Völker auf den Philippinen ist wiederum geprägt von winkeligen Dächern aus Holz, die mit Bambus anstatt Blättern gedeckt und mit kunstvollen Schnitzereien versehen sind.
Die Spanier führten schließlich Steine als Baumaterialien ein. Die Verbreitung des Christentums brachte neben europäischen Kirchengebäuden auch eine Architektur mit sich, die später die Zentren der meisten Ortschaften und Städten beherrschte. Spanische Architekturelemente finden sich noch heute im Intramuros, in Vigan und anderen Gebieten der Philippinen. Eine Besonderheit ist der einzige, komplett aus Stahl erbaute Sakralbau in Asien, die Basílica de San Sebastián. Andere bedeutende Sakralbauten ist die Kathedrale von Manila, der Quiapo-Kirche und die San Agustín-Kirche. Dagegen sind islamische und andere asiatische Architekturen Gebäuden wie Moscheen, wie der Masjid Al-Dahab, und Tempeln, wie dem daoistischen Tempel in Cebu City, vorbehalten. Das einzige Gebäude im Stil des Art déco wurde das Gebäude der Manila Metropolitan Theater auf den Philippinen erbaut.
Die zeitgenössische Architektur wird nun hauptsächlich von westlichen Strukturen geprägt, obwohl in den ländlichen Gebieten weitgehend noch vorspanische Gebäude zu finden sind. Amerikanische Stile findet man vorwiegend in Vororten von Städten, hierbei insbesondere in Manila und den umliegenden Provinzen.

## Küche

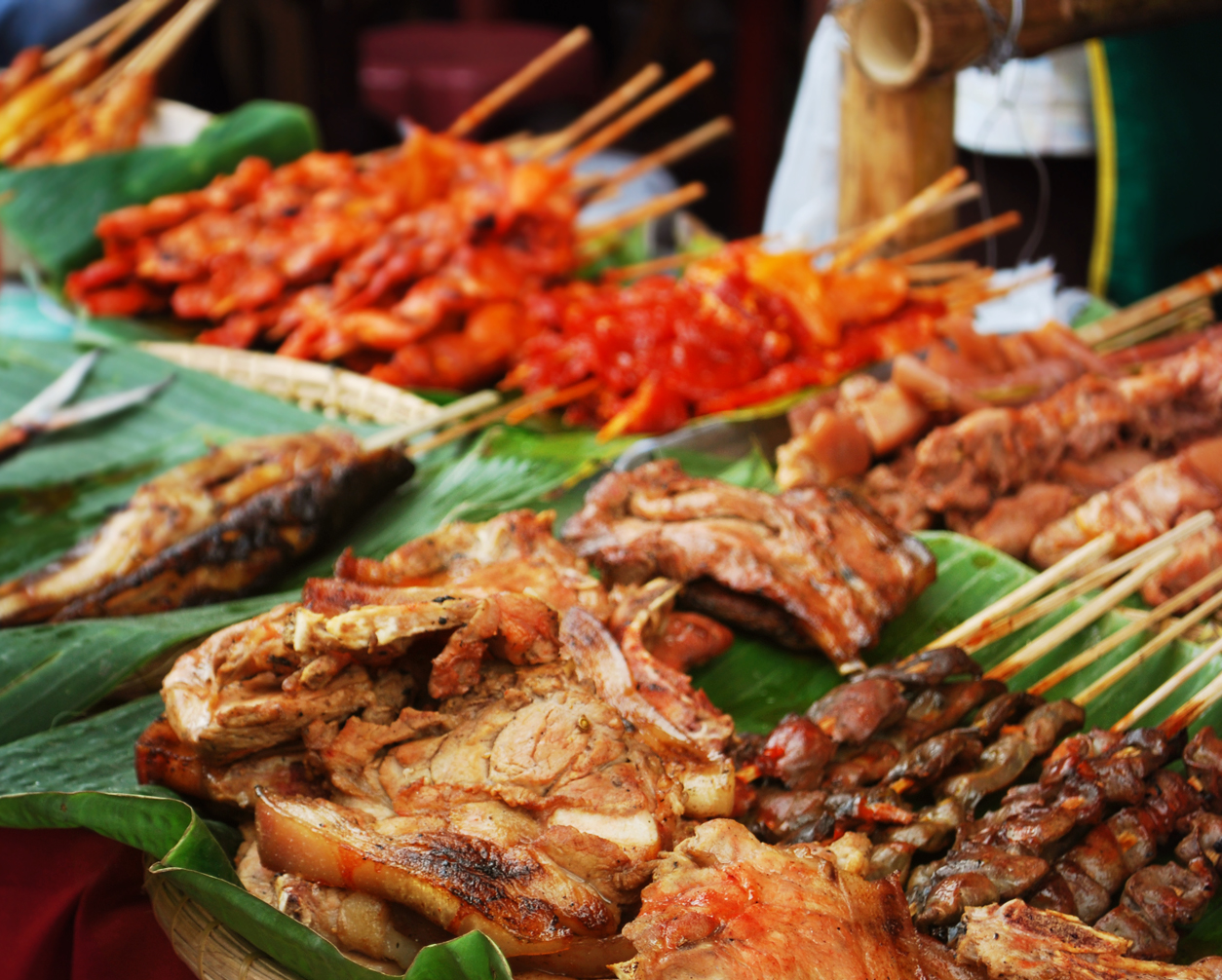
Eine Variation gegrillter Fleisch- und Fischspieße während des Dinagyang Festival auf den Straßen von Iloilo City.

Die philippinische Küche verfügt über eine große Varietät, die verschiedene Einflüsse der spanischen und asiatischen Küche in sich vereint.
Eine typische philippinische Mahlzeit besteht aus mindestens drei Mahlzeiten pro Tag, wobei dazu gekochter oder gebratener Reis, Mais oder andere Beilagen serviert werden. Filipinos verwenden in der Regel zum Essen einen Löffel zusammen mit einer Gabel, jedoch seltener ein Messer. Oftmals, vor allem wenn man unter sich ist, wird mit den Händen gegessen, wobei beim Verspeisen von Meeresfrüchten grundsätzlich von den Händen Gebrauch gemacht wird. Reis, Mais und weitere beliebte Gerichte wie Adobo (in Essig zubereitetes Schweine- oder Hühnerfleisch), Lumpia (Fleisch oder Gemüseröllchen), Pancit (ein Nudelgericht) und Lechón (Spanferkel) werden auf Platten serviert und in der Tischmitte platziert, so dass sich jeder davon auf seinen Teller nehmen kann.
Weitere beliebte Gerichte sind: Afritada, Asado, Chorizo, Empanadas, Mani (geröstete Erdnüsse), Paksiw (Fisch oder Schwein, gekocht in Essig und Wasser mit etwas Knoblauch und Pfeffer), Pan de Sal (Brötchen), Pescado (gebratener oder gegrillter Fisch) und Torta (Omelett). Die philippinische Küche umfasst daneben Speisen wie Kare-Kare (Ochsenschwanzeintopf), Kilawen,  Pinakbet (Gemüseeintopf), Pinapaitan und Sinigang (Suppe aus Tamarinde mit Schweinefleisch, Fisch oder Garnelen). Einige einheimische Köstlichkeiten wirken dagegen eher unappetitlich für die meisten westlichen Gaumen. Hierzu gehören Balut (gekochtes, teilweise ausgebrütetes Entenei), Longanisa (süße Wurst) oder Dinuguan (Suppe aus tierischem Blut).
Bekannte Zwischenmahlzeiten und Nachspeisen sind Chicharon (Frittiertes Schweine- oder Hühnerfleisch), Halo-halo (zerstoßenes Eis gemischt mit Kondensmilch und geschnittenen tropischen Früchten), Puto (weiße Reisküchlein), Bibingka (Reiskuchen mit Butter oder Margarine und gesalzenen Eiern), Ensaymada (Süße Rollen garniert mit geriebenem Käse), Polvoron (Gepuderte Bonbons) und Tsokolate (Schokolade). Diese Spezialitäten werden außerhalb der üblichen drei Mahlzeiten gegessen.
Zu den Mahlzeiten trinkt man einheimisches San Miguel Bier, Tanduay Rum, Lambanog oder Tuba.

## Kampfkünste
Unter dem Begriff „Filipino Martial Arts“ sind zahlreiche Kampfkunst-Formen zusammengefasst, die auf den Philippinen entstanden sind. Dabei hat sich dieser Begriff ähnlich geweitet wie der Ausdruck Silat, der auf asiatische Kampfkünste im Allgemeinen verwendet wird. Zu den Filipino Martial Arts zählen Panantukan (Techniken mit der bloßen Hand), Eskrima, Kali, Arnis de Máno (Schwert- und Stockkampftechniken) sowie Pananjakman (Tritttechniken).

## Bildung
Das Schulsystem der Philippinen ist in seiner Struktur mit dem der Vereinigten Staaten und dem Europas vergleichbar. Die philippinischen Kinder treten im Alter von etwa vier Jahren in Kindertagesstätten (Nursery School) bzw. Kindergärten ein. Mit etwa sechs oder sieben Jahren wechseln sie für sechs Jahre in die Grundschule (Elementary School). Nach deren Absolvierung folgt für weitere vier Jahre der Übertritt in die Highschool. Dem Eintritt in eine Hochschule (College) geht die College Entrance Examination (CEE) (dt.: Test der Hochschulreife) voraus. Daneben existieren im Land weitere Typen von Lehranstalten, wie Privatschulen, private Vorbereitungsschulen, Internationale Schulen und Wissenschaftliche Hochschulen. Die Schule ist dabei in allen Stufen kostenpflichtig.
Das Schuljahr startet auf den Philippinen im Juni und endet jeweils im März, im Anschluss an die zweimonatigen Sommerferien zwischen April und Mai. Daneben erhalten die Schüler zwei Ferienwochen im Oktober, über Weihnachten und im Neujahr.
Im Jahre 2005 gaben die Philippinen etwa US$138 pro Schüler aus, im Vergleich zu US$1,582 in Singapur, US$3,728 in Japan und US$852 in Thailand.

## Sport

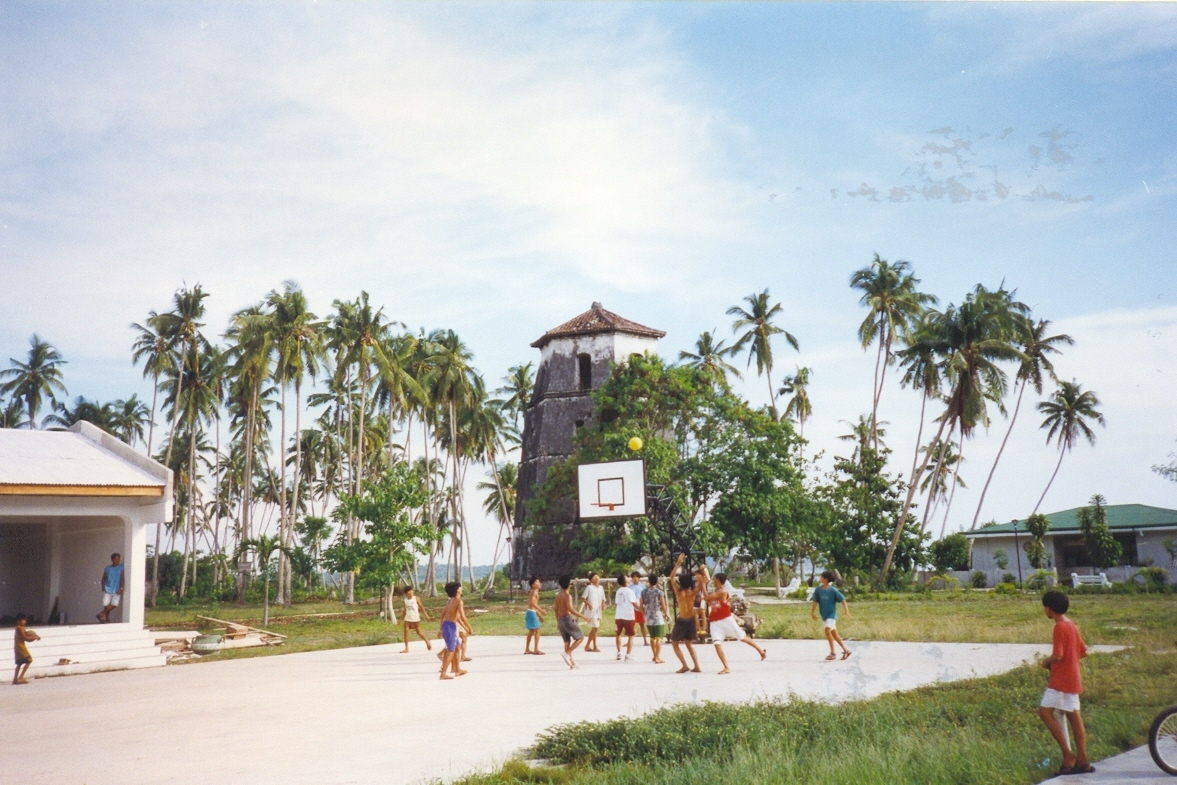
Ein Amateurbasketballspiel in der philippinischen Provinz.

Sipa ist einer der Nationalsportarten der Philippinen. Dabei handelt es sich um eine Art Fußballtennis, bei dem ein aus Rattanteilen gefertigter Ball mit dem Fuß zwischen zwei Spielern über ein Netz hin und her gespielt wird.
Weitere populäre Sportarten sind Basketball, Boxen, Fußball, Billard, Schach, Bowling, Volleyball, Pferderennen und nicht zu vergessen der Hahnenkampf. Verbreitet sind daneben auch Sportarten wie Dodgeball und Badminton.
Philippinische Sportler sind insbesondere in Sportarten wie dem Boxen, hier in den unteren und mittleren Gewichtsklassen, im Billard, Bowling und Schach erfolgreich. Zu den auch international bekannten Sportlern gehören Manny Pacquiao, Flash Elorde und Francisco Guilledo im Boxen, Paulino Alcántara im Fußball, Efren Reyes und Francisco Bustamante im Billard, Rafael Nepomuceno im Bowling, sowie Eugenio Torre im Schach.
Das Palarong Pambansa ist ein nationales Sportfestival, das seinen Ursprung im Jahre 1948 hatte und heute ein jährlich stattfindendes sportliches Treffen der öffentlichen Schulen darstellt. Bei dieser nationalen Veranstaltung nehmen vor allem private Schulen und Universitäten teil. Seit dem Jahr 1976 ist es unter seiner heutigen Bezeichnung als Palarong Pambansa bekannt und kann als nationale Olympische Spiele für Studenten angesehen werden, die als Sportveranstaltung einen landesweiten Wettbewerb in Schulen darstellt.
Im Rahmen dieser Veranstaltung werden Wettkämpfe im Fußball, Golf, Bogenschießen, Badminton, Baseball, Schach, Turnen, Tennis, Softball, im Schwimmsport, Tischtennis, Taekwondo, in der Leichtathletik und im Volleyball ausgetragen.

## Traditionelle Spiele
Zu den traditionellen philippinischen Spielen gehören Jo-jo, Piko (ein Hüpfspiel), Patintero (ein Fangspiel), Bahay Kubo (ein Abklatschspiel), Pusoy und Sungka. Pusoy ist ein verbreitetes Glücksspiel mit Pokerkarten, bei dem die Spieler versuchen, alle Karten loszuwerden, indem sie die Spielkarten geschickt ausspielen.
Sungka ist ein Brettspiel, bei dem man versucht, alle kleinen im Spiel befindlichen Muscheln zu erlangen. Gewinner ist derjenige, der dann die meisten Muscheln besitzt, wenn alle kleinen Gruben des Spielbrettes geleert sind.
Daneben basteln sich Filipinos ihre Spielzeuge oft selbst, zum Beispiel indem sie Käfer an einen Faden binden und ihn rotieren lassen, um so ein interessant klingendes Geräusch zu erzeugen. Der Salagubang Gong ist so ein Spielzeug, das durch Charles Brtjes, einen amerikanischen Entomologen, beschrieben wurde. Diesem begegnete auf seiner Reise nach Negros ein Spielgerät, bei dem Käfer verwendet wurden, die man über einer Kerosindose rotieren ließ, was einen regelmäßigen Gong-Effekt entstehen ließ.

## Diaspora
Unter dem Begriff Auslands-Filipinos versteht man Personen philippinischer Herkunft, die außerhalb ihrer philippinischen Heimat leben und arbeiten. Dieser Begriff umfasst aber auch in gleicher Weise Menschen mit philippinischer Abstammung, die mittlerweile Bürger oder Einwohner einer anderen Nation geworden sind. Weltweit gibt es etwa 11 Millionen im Ausland lebende Filipinos, was etwa 11 % der Gesamtbevölkerung der Philippinen entspricht.
Jedes Jahr wandern Tausende von Filipinos über Arbeitsagenturen und andere Programme aus, um in Übersee Arbeitsplätze zu finden. Andere Personen emigrieren, um direkt ihren ständigen Wohnsitz in eine andere Nation zu verlegen. Auslands-Filipinos haben zumeist Beschäftigungen als Ärzte, Krankenschwestern, Buchhalter, IT-Fachleute, Ingenieure, Architekten, Entertainer, Matrosen, Techniker, Lehrer, Soldaten, Studenten, Pflegepersonal, Haushaltshilfen oder als Dienstmädchen inne.
Durch diese Talentabwanderung wächst im Ausland die Zahl von qualifizierten Filipinos, die dort oft wenig anspruchsvolle Arbeiten übernehmen. Dies ist insbesondere in den Bereichen Gesundheit und Bildung der Fall. Dabei kommt es oftmals dazu, dass unterfordernde Beschäftigungen angenommen werden, zum Beispiel in Fällen, in denen sich Ärzte einer Umschulung zum Krankenpfleger unterziehen oder durch entsprechende Programme in andere Beschäftigungsfelder wechseln.

## Feiertage
Die Feiertage auf den Philippinen sind zumeist religiöse Festtage oder gedenken national bedeutenden Ereignissen bzw. Personen, wie Andres Bonifacio, José Rizal oder Benigno Aquino, Jr.

### Nationalfeiertage
- 1. Januar – Neujahrstag
- März oder April – Karwoche (Semana Santa)
- 9. April – Tag der Ehre (Araw ng Kagitingan bzw. Bataan und Corregidor Day)
- 1. Mai – Tag der Arbeit
- 12. Juni – Unabhängigkeitstag
- August – Nationaler Heldengedenktag
- 30. November – Bonifacio-Tag (Geburtstag von Andres Bonifacio)
- 25. Dezember – Weihnachten
- 30. Dezember – Rizal-Tag (Todestag von José Rizal)

### National einheitliche Feiertage
- 21. August – Ninoy-Aquino-Tag
- 1. November bis 2. November – Allerheiligen, Allerseelen
- 31. Dezember – Silvester

### Regionale Feiertage
- 9. Januar – Die Black-Nazarene-Prozession in Quiapo und Manila.
- Dritter Sonntag im Januar – Die Fiesta del Santo Niño de Cebu (Festival des Jesuskindes von Cebu), der Sinulog in Cebu, das Ati-Atihan Festival in Kalibo, Aklan.
- Letzter Sonntag im Januar – Das Dinagyang-Festival in Iloilo.
- Mai – Flores de Mayo. Ein Festival, das von Bauern zum Beginn der Erntezeit gefeiert wird.
- Dritter Samstag und Sonntag im September – Das Peñafrancia-Festival in Naga City, Camarines Sur, Bicol-Region.

Während der Festlichkeiten nehmen die Menschen an Gottesdiensten teil, auf die dann Paraden auf den Straßen, Feuerwerk und Festmahle folgen. Beim Peñafrancia-Festival werden ebenso Prozessionen auf dem Bicol-Fluss durchgeführt.

## Homosexualität
Die heute vorherrschende homosexuelle Subkultur ist ein Produkt der 1960er-Jahre. Seit dieser Zeit offenbarten schwule Personen ihre Neigung und zeigten sie offen in Arbeitsbereichen wie dem Friseurhandwerk oder in der Schönheits- oder Modeindustrie, wo sie als Visagisten oder Designer tätig sind.
Männliche Homosexualität wird auf den Philippinen weitgehend als Teil des normalen Lebens akzeptiert, wenn auch belächelt. Dabei bleiben Diskriminierungen nicht aus, weil sich die Bevölkerung allgemein nach der strengen Moral der katholischen Kirche richtet. Aus diesem Grund ist die gleichgeschlechtliche Ehe ebenso verboten wie außereheliche Partnerschaften, die weder bei hetero- noch bei homosexuellen Paaren gestattet werden.
Eine besondere Gruppe von homosexuellen Cross-Gender-Männern wird als Bakla bezeichnet („Mann mit dem Herzen einer Frau“): Sie geben sich in ihrer geschlechtlichen Verhaltensart sehr weiblich und nehmen die Geschlechterrolle einer Frau an, teilweise in überzogenem Ausmaß. Ihre sexuelle Orientierung ist auf möglichst maskuline und machohafte Männer ausgerichtet. Die Bakla werden oft als ein drittes Geschlecht angesehen.